# St. Laurentius (Würzburg-Lengfeld)

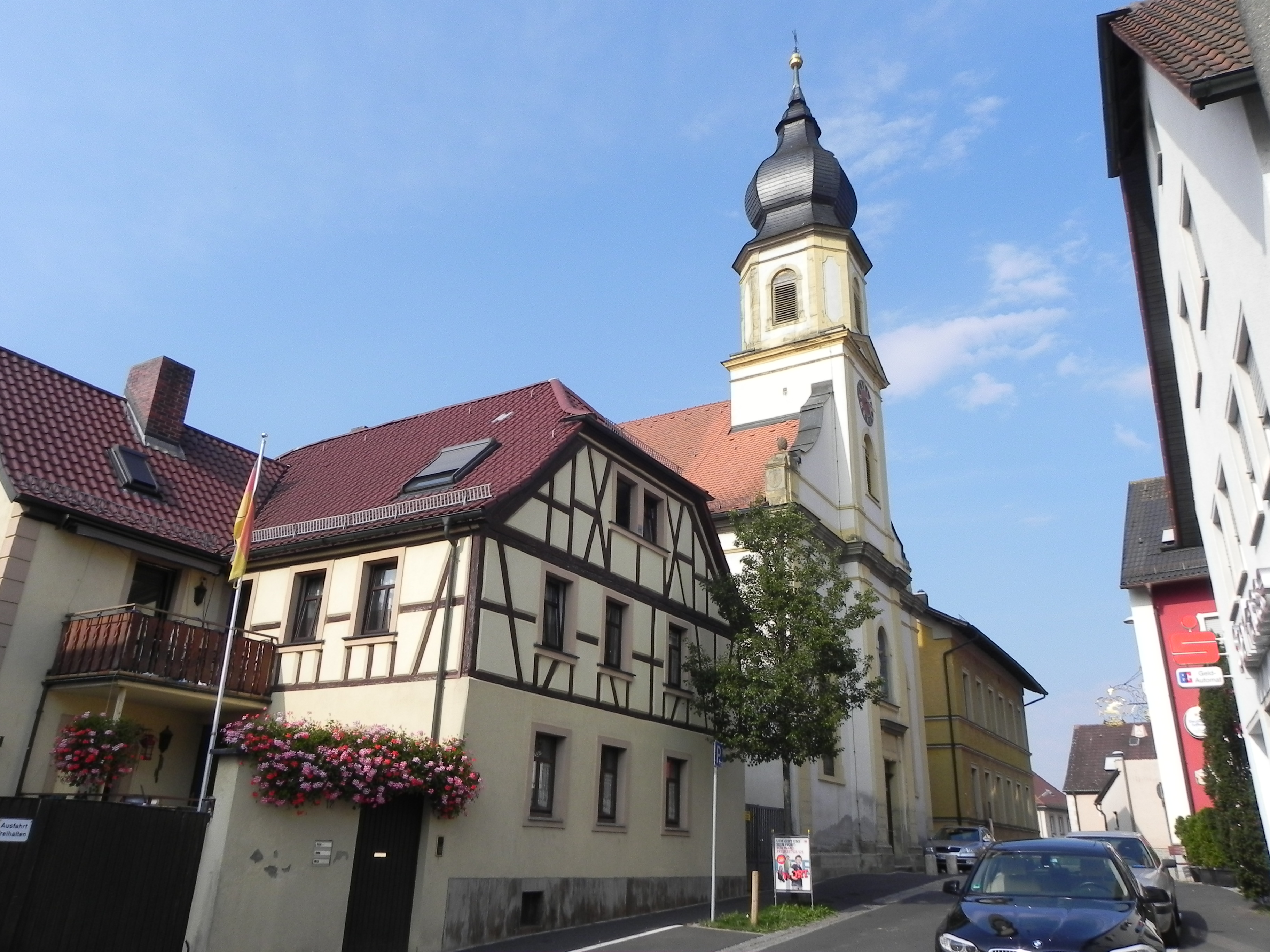
Die ehemalige Dorfkirche St. Laurentius

Die katholische Pfarrkirche St. Laurentius (Laurentiusstraße 10) im Stadtbezirk Lengfeld von Würzburg ist eine Saalkirche im Stil des noch am Spätbarock orientierten Klassizismus von 1802. Sie ist für den bevölkerungsreichen Stadtteil Lengfeld zu klein geworden und wurde durch das ökumenische Zentrum St. Lioba ergänzt.

## Geschichte

### Geschichte der alten Dorfkirche

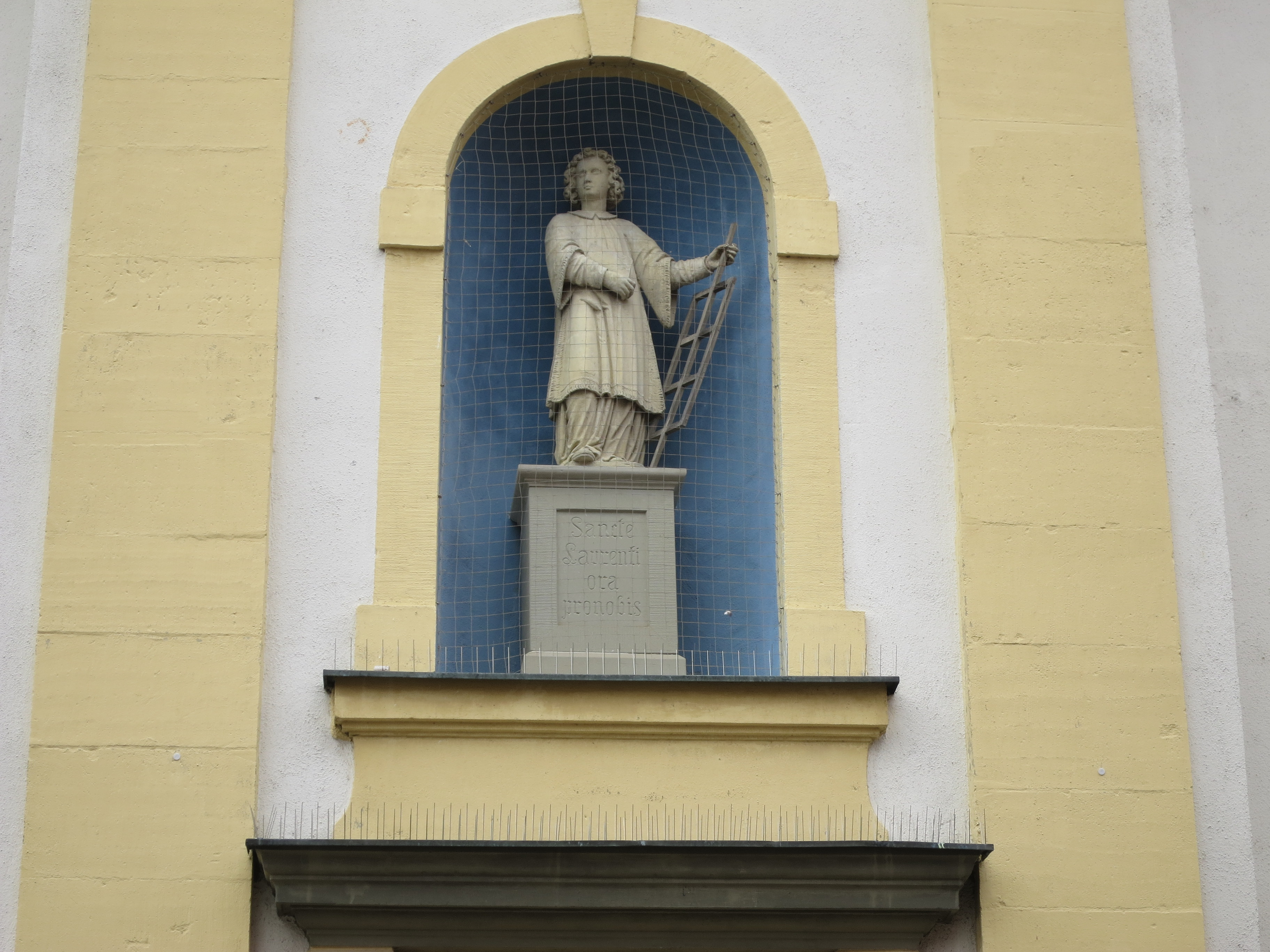
Die Figur von St. Laurentius über dem Hauptportal

Wann in Lengfeld die erste Kirche gebaut wurde, ist archivalisch nicht belegt. Das Patrozinium des Heiligen Laurentius lässt den Schluss zu, dass dort bereits im 10. Jahrhundert eine Kirche stand. Der Überlieferung nach brannte 1385 das ganze Dorf vermutlich einschließlich des Kirchengebäudes ab. Für die erste archivalisch belegte Kirche hatte 1408 das damalige Kloster St. Burkard die Baulast des Daches. Diese Kirche aus der Zeit der Gotik wurde beim Dorfbrand, verursacht durch die Frau des Schultheißen, am 28. April 1593 eingeäschert. Der Wiederaufbau erfolgte in der Julius-Echter-Zeit und fand am 27. April 1602 mit der Übertragung von Reliquien von Simon, Judas, Maria virginis usw. aus der Neumünsterkirche bei der Weihe durch Weihbischof Sang seinen Abschluss. Man kann von einer Kirche an derselben Stelle wie die Vorgängerbauten ausgehen, weil der Kirch- oder Friedhof die Kirche umgab. Sie hatte in dieser gegenreformatorischen Zeit Echters bestimmt auch einen spitzen Turm wie noch heute viele Kirchen in der Diözese.

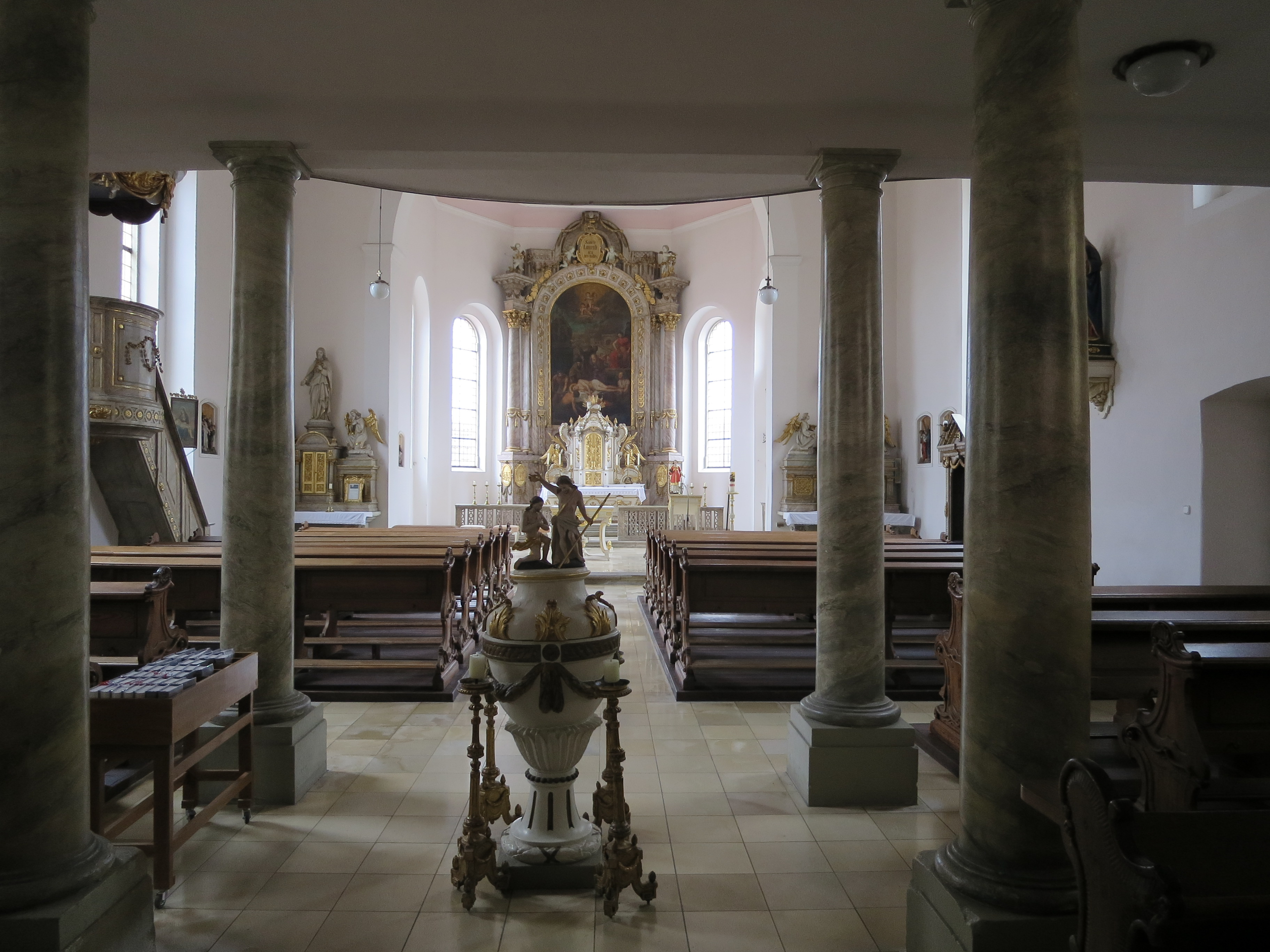
Blick ins Innere der Pfarrkirche

Die Kirche war Ortsmittelpunkt auf einer kleinen Anhöhe bis zu jenem verhängnisvollen Tag der Schlacht zwischen Österreichern und Franzosen am 3. September 1796. Nach der Belagerung durch die Franzosen wurde das ganze Dorf von den Österreichern angezündet, um die Franzosen zu vertreiben. Dies gelang zwar, aber der gesamte Ort einschließlich Schule, Hirtenhaus und Kirche bis auf 7 Häuser war vernichtet. Die Lengfelder machten sich umgehend an den Wiederaufbau.
Die spätbarock-klassizistische Pfarrkirche des Dorfes Lengfeld wurde 1804 geweiht. Die Inneneinrichtung stammt aus aufgelösten Klöstern (z. B. der Hochaltar vom ehemaligen St.-Stephans-Kloster, dessen Altarbild das Martyrium des Heiligen Laurentius von Rom zeigt). Der Kreuzweg von Heinz Schiestl stammt aus dem Jahr 1897. Schiestl und sein Vater errichteten die beiden Seitenaltäre. Von ihnen stammt auch eine Tragefigur für Prozessionen. Zwischen 1890 und 1910 wurde der Altarraum erweitert und die Sakristei angebaut. 1990 wurde die Kirche saniert.

### Ökumenisches Zentrum Lengfeld
Ende der 1960er Jahre war die alte Pfarrkirche St. Laurentius wegen vieler Zuzüge zu klein geworden. Auch gab es noch kein Pfarrheim oder Gemeindezentrum in Lengfeld. Mit dem Anwachsen der damaligen Stadtrandgemeinde zogen auch viele evangelische Familien zu, für die man ein eigenes evangelisches Gotteshaus mit Gemeindezentrum errichten wollte. Aufgrund von Bürgervorschlägen wurde ökumenisch gebaut. Der Bau des Ökumenischen Zentrums wurde im Jahr 1975 beendet. Die Weihe der Kirchen fand am 6. und 7. Dezember 1975 durch Bischof Josef Stangl und Kreisdekan Rudolf Meisner statt.
Das Ökumenische Zentrum besteht aus einem evangelischen und einem katholischen Teil. Der Heilig-Geist-Chor ist die evangelische Kirche, der Heilig-Kreuz-Chor die katholische Kirche, die auch Pfarrkirche für die katholische Kirchengemeinde St. Laurentius ist. Beiden Kirchen sind Gemeinderäume angeschlossen, die gemeinsam genutzt werden.

## Baudenkmal
Die Kirche  ist als Baudenkmal in die Bayerische Denkmalliste eingetragen.
Sie wird dort folgendermaßen beschrieben:
„Saalkirche mit eingezogenem Dreiseitchor und Satteldach, Fassade mit geschweiftem Blendgiebel und leicht vortretendem Turm mit Zwiebelhaube, Putzmauerwerk mit Werksteingliederungen, noch am Spätbarock orientierter Klassizismus, 1802; mit Ausstattung.“
- Siehe auch: Liste der Baudenkmäler in Würzburg-Lengfeld